# Onthophagus leanus
Onthophagus leanus är en skalbaggsart som beskrevs av Goidanich 1926. Onthophagus leanus ingår i släktet Onthophagus och familjen bladhorningar. Inga underarter finns listade i Catalogue of Life.